# ディミトリス・ヤニオティス
ディミトリス・ヤニオティス（Dimitris Gianniotis (ギリシア語: Δημήτρης Γιαννιώτης、1999年1月28日 - ）は、ギリシャ・ヨアニナ出身のプロサッカー選手。スーパーリーグ2・カライスカキス所属。ポジションは、ディフェンダー（センターバック）。